# سامی تحصنی
سامی تحصنی (زادهٔ ۱۳۰۲ مشهد – درگذشتهٔ ۱۳۶۷) بازیگر تئاتر و سینما ایرانی بود.

## زندگی
وی فارغ‌التحصیل هنرستان صنعتی مشهد بود. بازی در تئاتر را از سال ۱۳۲۶ در تئاترهای سیار تجربه کرد. بازی در سینما را از سال ۱۳۵۴ با فیلم «غریبه و مه» به کارگردانی «بهرام بیضایی» آغاز کرد.

## فیلمشناسی

### سینمایی
| سال  | نام فیلم                   |
| ---- | -------------------------- |
| ۱۳۷۷ | کمیته مجازات               |
| ۱۳۶۷ | تپش                        |
| ۱۳۶۶ | بهار در پاییز              |
| ۱۳۶۶ | جهیزیه ای برای رباب        |
| ۱۳۶۶ | گرفتار                     |
| ۱۳۶۶ | گنج                        |
| ۱۳۶۵ | ترنج                       |
| ۱۳۶۵ | حریم مهرورزی               |
| ۱۳۶۵ | حماسه دره شیلر             |
| ۱۳۶۵ | رابطه                      |
| ۱۳۶۵ | طلسم                       |
| ۱۳۶۴ | کفش‌های میرزا نوروز         |
| ۱۳۶۳ | راه دوم                    |
| ۱۳۶۳ | میلاد                      |
| ۱۳۶۲ | سردار جنگل                 |
| ۱۳۶۱ | سفیر                       |
| ۱۳۶۰ | برنج خونین                 |
| ۱۳۶۰ | بند                        |
| ۱۳۶۰ | مرز                        |
| ۱۳۵۹ | آقای هیروگلیف              |
| ۱۳۵۹ | دانه‌های گندم               |
| ۱۳۵۸ | خشم الهی (نمایش داده نشد)  |
| ۱۳۵۷ | امشب اشکی می‌ریزد           |
| ۱۳۵۷ | چریکه تارا                 |
| ۱۳۵۷ | سایه‌های بلند باد           |
| ۱۳۵۶ | کلاغ                       |
| ۱۳۵۶ | کاروان‌ها (مشترک با آمریکا) |
| ۱۳۵۶ | مشکل آقای اعتماد           |
| ۱۳۵۵ | شیر خفته                   |
| ۱۳۵۳ | غریبه و مه                 |
| ۱۳۵۲ | قصه ماهان                  |
| ۱۳۵۲ | نعمت نفتی                  |
| ۱۳۵۱ | همیشه قهرمان               |
| ۱۳۴۲ | ستاره‌ای چشمک زد            |

### مجموعه تلویزیونی
- ۱۳۶۷ - پیروزی
- ۱۳۶۳ - طالب
- ۱۳۶۲ - سربداران
- ۱۳۶۲ - از نو بسازیم
- ۱۳۵۸ - هزاردستان
- ۱۳۵۶ - غارتگران
- ۱۳۵۳ - سمک عیار